# 1520 Imatra
Imatra (asteróide 1520) é um asteróide da cintura principal com um diâmetro de 53,61 quilómetros, a 2,7838042 UA. Possui uma excentricidade de 0,1037084 e um período orbital de 1 999,29 dias (5,48 anos).
Imatra tem uma velocidade orbital média de 16,90044232 km/s e uma inclinação de 15,26327º.
Esse asteróide foi descoberto em 22 de Outubro de 1938 por Yrjö Väisälä.